# Kertu Sillaste

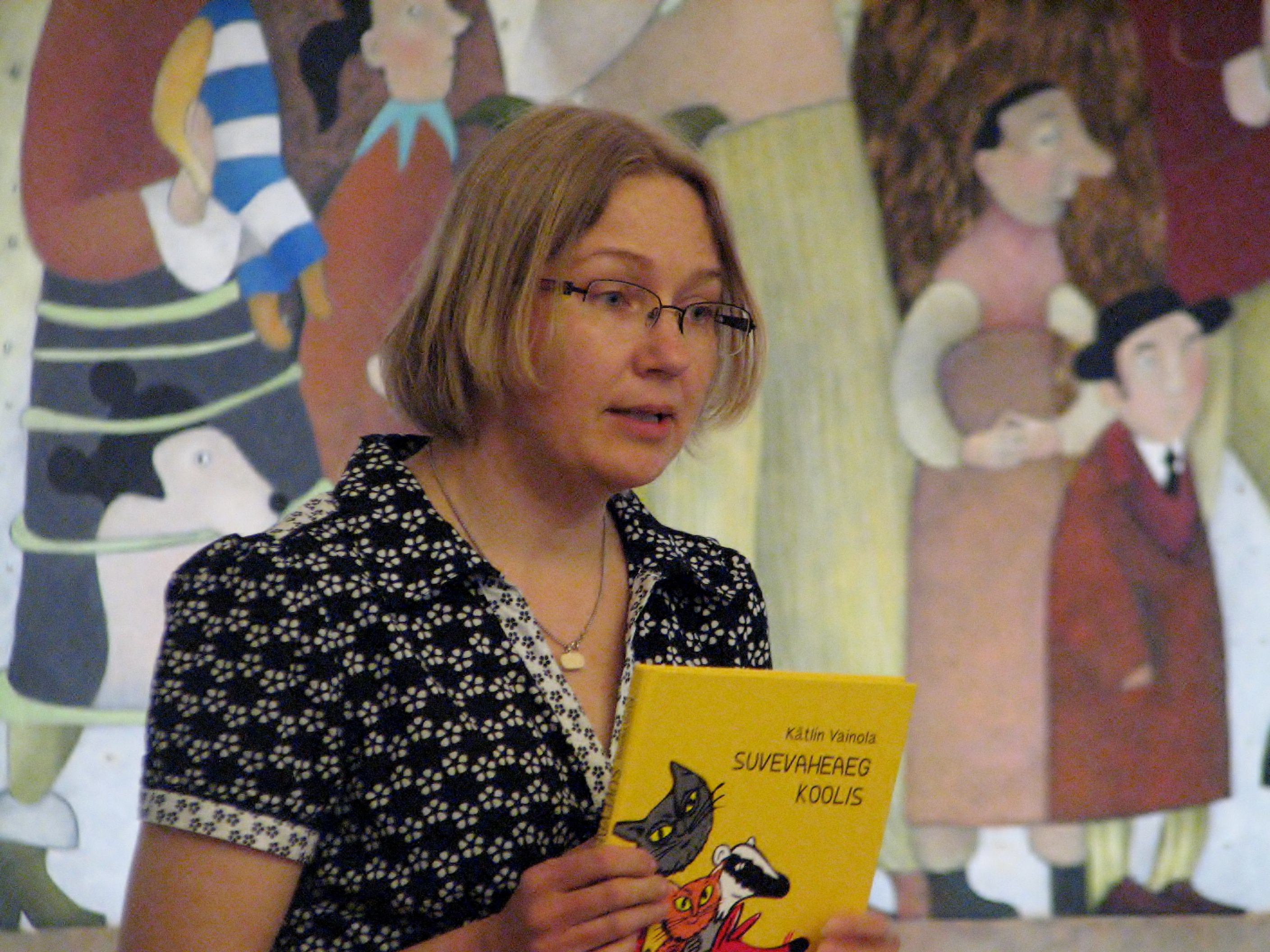
Kertu Sillaste

Kertu Sillaste (* 24. Oktober 1973 in Tallinn) ist eine estnische Illustratorin und Kinderbuch-Autorin.

## Leben
Kertu Sillaste studierte von 1992 bis 1996 Textilkunst an der Estnischen Kunstakademie in Tallinn. 1997 bildete sie sich an der École Supérieure des Arts Appliqués Duperré in Paris im Fach Bildwirkerei fort.
Sie lebt mit ihrer Familie in Saue bei Tallinn.

## Werk
Kertu Sillaste ist in Estland und darüber hinaus vor allem als Illustratorin und Kinderbuch-Autorin bekannt geworden. Daneben wurde ihre Werke bei zahlreichen Ausstellungen in Estland, Dänemark, Finnland, Deutschland, Ungarn, Polen, Russland, der Slowakei, Italien und Großbritannien gezeigt.
Für ihre Arbeiten erhielt sie mehrere literarische Auszeichnungen. Ihr Kinderbuch Ei ole nii! („Nein, so ist es nicht!“) wurde 2016 in die renommierte Empfehlungsliste für Kinder- und Jugendliteratur The White Ravens der Internationalen Jugendbibliothek aufgenommen.
Neben ihrer Tätigkeit als Illustratorin und Autorin ist Kertu Sillaste als Graphik-Designerin an der Zentralbibliothek der estnischen Hauptstadt Tallinn beschäftigt und unterrichtet Kunst am Estnischen Kinderliteratur-Zentrum. Sie arbeitet eng mit der estnischen Kinderzeitschrift Täheke zusammen.
Kertu Sillaste ist Mitglied der estnischen Vereinigung der Graphik-Designer und der estnischen Sektion des Internationalen Kuratoriums für das Jugendbuch (IBBY).

## Bibliografie

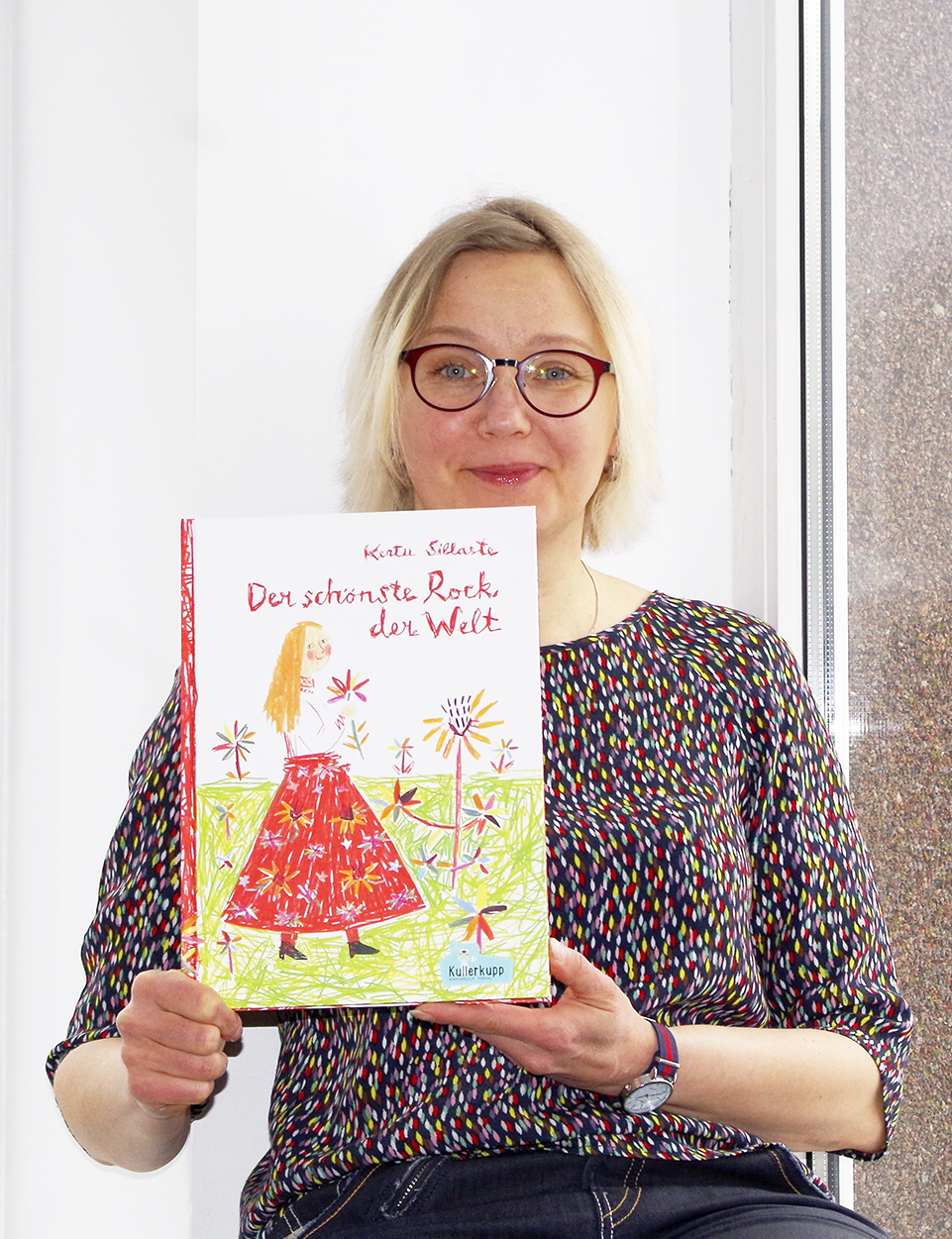
Kertu Sillaste (2021)

### Als Autorin und Illustratorin
- Pannkoogiraamat (2012)
- Ei ole nii! (2015)
  - deutsch: Nein, so ist es nicht! Aus dem Estnischen von Carsten Wilms. Berlin: Kullerkupp Kinderbuch Verlag 2017. ISBN 978-3-947079-01-8[2]
- Igaüks teeb isemoodi kunsti (2016)
  - deutsch: Jeder macht Kunst auf seine Weise Aus dem Estnischen von Carsten Wilms. Berlin: Kullerkupp Kinderbuch Verlag 2017. ISBN 978-3-947079-02-5
- Mina olen kunstnik (2018)
- Loomakesed läksid linna (2019)
- Kõige ilusam seelik (2019)
  - deutsch: Der schönste Rock der Welt Aus dem Estnischen von Carsten Wilms. Berlin: Kullerkupp Kinderbuch Verlag 2021. ISBN 978-3-94707910-0[3]
- Appi! (2021)

### Als Illustratorin
- Liis Sillaste-Toots: Lapsed sööma! Maitsvat toitu laiast ilmast. (2008)
- Siiri Laidla: Armas hunt (2008)
- Ülle Kütsen: Väike puu ja rändur kuu (2009)
- Jaanus Vaiksoo: Onu Heino väike pere (2010)
- Kätlin Vainola: Suvevaheaeg koolis (2011)
- Mika Keränen: Armando (2012)
- Jaanus Vaiksoo: Jõulutaadi ootel (2012)
- Aino Pervik: Jänes keedab suppi (2013)
- Eliise Puls: Imelised naerupommid (2014)
- Kätlin Vainola: Kus on armastus? (2014)
  - deutsch: Wo ist die Liebe? Aus dem Estnischen von Carsten Wilms. Langenthal: BaltArtGmbH Switzerland 2015. ISBN 978-3-9523109-5-3[4]
- Liis Sillaste-Toots: Kokatarkusi must valgel (2014)
- Aino Pervik: Tähenärija ja Kriksadull (2015)
- Kätlin Vainola: Nähh Pariisis (2017)
- Markus Saksatamm: Tere-tere, täheloomad! (2020)